# Roxann Dawson
Roxann Maria Dawson (Los Angeles (Californië), 11 september 1958) is een Amerikaans actrice, televisieregisseur en televisieproducent. Ze is vooral bekend door haar rol in de televisieserie Star Trek: Voyager als B'Elanna Torres.
Ze werkt verder als televisieproducent en televisieregisseur. Ze regisseerde onder andere enkele afleveringen van Star Trek: Voyager, en ook van de serie die daarop volgde, Star Trek: Enterprise.

## Werk
- Biblioteca Nacional de España: XX1710652
- Bibliothèque nationale de France: cb140380546 (data)
- Gemeinsame Normdatei: 1207014532
- International Standard Name Identifier: 0000 0001 1855 9345
- Library of Congress Control Number: no98071539
- MusicBrainz: 80c9db3a-b0db-4f3b-9d2e-8cd5b813c1d8
- Nationale Bibliotheek van Tsjechië: xx0242894
- SNAC: w67d326s
- Système universitaire de documentation: 241586135
- Virtual International Authority File: 2084696
- WorldCat: E39PBJdM9WBJWk6BC3kMcxQH4q